# 動く標的 (映画)
『動く標的』（うごくひょうてき、Harper）は1966年のアメリカ合衆国のミステリー・スリラー・サスペンス映画。

## 概要
監督はジャック・スマイト、出演はポール・ニューマンとローレン・バコールなど。
ロス・マクドナルドの1949年のミステリ小説『動く標的』を原作としている。
イギリスで公開された際のタイトルは原作の原題と同じ『The Moving Target』である。
1975年には同じポール・ニューマン主演で『魔のプール』を原作とした続編『新・動く標的』が公開されている。なお、本作も続編も主人公の名前は原作のルー・アーチャーからルー・ハーパーに変えられている。この理由について、ニューマンが『ハスラー 』『ハッド』のヒット以来、Hで始まるタイトルにこだわったという説がしばしばみられるが、実はこの時マクドナルドが『ルー・アーチャー』というキャラクター名の版権を保持したかったためであった。

## ストーリー
自分の離婚話さえ解決できない私立探偵ハーパーは友人の弁護士アルバートの依頼で、前日に失踪した大富豪サンプスンの捜索を引き受ける。
夫人に会った後、ロサンゼルスにあるサンプスンの部屋を訪れ、かつての人気女優フェイの写真を見つける。フェイの夫トロイは密入国で儲けている男だ。フェイに会い、莫大な金を持っていることを知る。その時かかった電話で、バー「ピアノ」に関係があることを知って乗りこむ。だが、歌手のベティは質問に答えてくれず、あげく、用心棒に叩き出される。サンプスン誘拐の裏にシンジケートが動いていることを確信。
その頃、サンプスン夫人に現金50万ドルをよこせという脅迫状が舞いこんだ。アルバートに金を用意させ、保安官のスパナーとともに指定の場所に。やがて乗用車とスポーツカーが現れ、先に金を受け取った乗用車の運転手は殺され、金はなくなっていた。
以前、サンプスンが宗教団体の指導者クロードに寄付したことから、山頂の“雲の神殿”がシンジケートの本部と突き止める。ベティからサンプスンの居所を聞き出したものの、既に死んでいて、証人たちもたくみに殺されていた。
殺人の現場に必ずといっていいほど、アルバートが居合せていたことから、真犯人がアルバートだと確信する。問いつめられて自白した後、アルバートはハーパーに拳銃をつきつける。

## 登場人物
- ルー・ハーパー: ポール・ニューマン - 私立探偵。
- エレイン・サンプソン: ローレン・バコール - 失踪した大富豪サンプソンの妻。
- ベティ・フレイリー: ジュリー・ハリス - バーの歌手。
- アルバート・グレイヴス: アーサー・ヒル - ハーパーの友人の弁護士。
- スーザン・ハーパー: ジャネット・リー - ハーパーの妻。
- ミランダ・サンプソン: パメラ・ティフィン（英語版） - サンプソンの娘（連れ子）。
- アラン・タガート: ロバート・ワグナー - ミランダの恋人。
- フェイ・エスタブルック: シェリー・ウィンタース - かつての人気女優。
- ドワイト・トロイ: ロバート・ウェッバー - フェイの夫。
- 保安官: ハロルド・グールド
- パドラー: ロイ・ジェンソン（英語版） - バーの用心棒。

## キャスト
| 役名             | 俳優                   | 吹替                                               |
| 役名             | 俳優                   | NETテレビ版                                        |
| ---------------- | ---------------------- | -------------------------------------------------- |
| ハーパー         | ポール・ニューマン     | 川合伸旺                                           |
| サンプソン夫人   | ローレン・バコール     | 大塚道子                                           |
| アルバート       | アーサー・ヒル         | 中村正                                             |
| スーザン         | ジャネット・リー       | 小原乃梨子                                         |
| ベティ           | ジュリー・ハリス       | 富永美沙子                                         |
| ミランダ         | パメラ・ティフィン     | 鈴木弘子                                           |
| アラン           | ロバート・ワグナー     | 仲村秀生                                           |
| フェイ           | シェリー・ウィンタース |                                                    |
| ドワイト         | ロバート・ウェッバー   | 家弓家正                                           |
| 保安官           | ハロルド・グールド     | 大塚周夫                                           |
| パドラー         | ロイ・ジェンソン       |                                                    |
| 不明 その他      |                        | 塩見竜介 緒方敏也 たてかべ和也 中島喜美栄 浅井淑子 |
| 日本語版スタッフ |                        |                                                    |
| 演出             | 演出                   | 山田悦司                                           |
| 翻訳             | 翻訳                   | 進藤光太                                           |
| 効果             | 効果                   | 赤塚不二夫                                         |
| 調整             | 調整                   | 栗林秀年                                           |
| 制作             | 制作                   | 東北新社                                           |
| 解説             | 解説                   | 淀川長治                                           |
| 初回放送         | 初回放送               | 1973年9月16日 『日曜洋画劇場』                     |

## 作品の評価
Rotten Tomatoesによれば、19件の評論の全てが高く評価しており、平均点は10点満点中7.1点となっている。
Metacriticによれば、6件の評論のうち、高評価は2件、賛否混在は4件、低評価はなく、平均点は100点満点中51点となっている。